# Faouzia Charfi

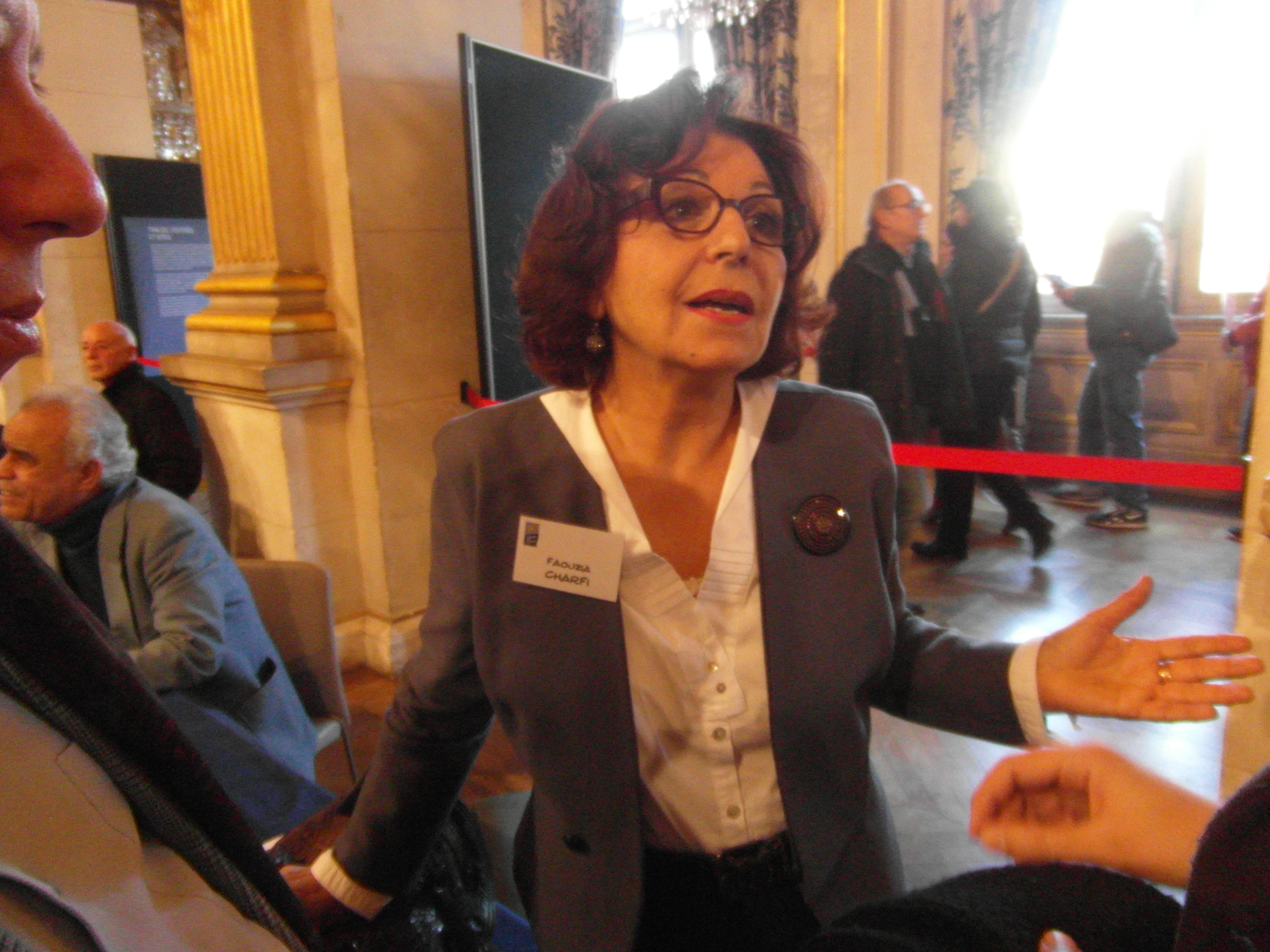
Faouzia Charfi em 2015

Faouzia Farida Charfi, cujo nome de solteira é Faouzia Farida Rekik, nasceu em 30 de dezembro de 1941 em Sfax, na Tunísia. É professora universitária de física e foi Secretária de Estado no Ministério do Ensino Superior e da Pesquisa Científica de 17 de janeiro a 2 de março de 2011 nos governos de Mohamed Ghannouchi e depois de Béji Caïd Essebsi. 

## Biografia

### Estudos
Faouzia Charfi terminou o estudo secundário em 1958 e obteve a licenciatura em física na Faculdade de Ciências de Paris em 1963. Já em 1976, ela fez uma pós-graduação em física da matéria condensada na Faculdade de Ciências de Túnis e, em 1984, o Doctorat d’État em física de semicondutores nesta última universidade.

### Carreira acadêmica
Faouzia Charfi foi professora da École Normale Supérieure de Túnis de 1964 a 1966, pesquisadora na Comissão de Energia Atômica da Tunísia de 1967 a 1968 e terminou sua carreira universitária como professora na Universidade de Túnis.
Chefe do grupo de pesquisa em física de semicondutores da Faculdade de Ciências de Tunis, Faouzia Charfi é diretora do Instituto Preparatório para Estudos Científicos e Técnicos entre 1995 e 2001; presidente do Prêmio Internacional Henri La Fontaine de Humanismo em 2021; membro correspondente da Academia Tunisina de Ciências, Letras e Artes , ; do conselho de administração do International Science, Technology and Innovation Centre for South-South Cooperation e da Sociedade Tunisia
na de Física, e é, atualmente, professora convidada em várias universidades estrangeiras, dentre elas a École normale supérieure de Cachan.

### Carreira política
Durante a presidência de Habib Bourguiba, Faouzia Charfi e seu marido Mohamed Charfi participam do movimento clandestino Perspectives tunisiennes.
Quando vem a revolução tunisiana em 2011, ela é nomeada em janeiro Secretária de Estado no Ministério do Ensino Superior e da Pesquisa Científica no governo de unidade nacional de Mohamed Ghannouchi e depois no de Béji Caïd Essebsi, mas renuncia em março do mesmo ano, para poder agir livremente como simples membro da sociedade civil. Com efeito, ela declara que "o projeto islâmico é um projeto global que visa não somente mudar a Constituição, mas toda a sociedade: as mulheres, a educação e o pensamento científico", denunciando assim a infiltração dos movimentos políticos islamistas em todos os setores da vida civil. 
Em 2017, ela bloqueia uma tese na Escola de engenharia de Sfax afirmando que a Terra é plana e imóvel no centro do universo. “Como podemos aceitar; diz ela, que a Universidade não seja o espaço do conhecimento, do rigor científico, mas o da negação da ciência, onde a ciência é recusada porque não está em conformidade com o Islão!" ,.

## Vida privada
Faouzia Charfi é viúva de Mohamed Charfi, ativista dos direitos humanos e ex-ministro da Educação, que morreu em 2008. Eles tiveram três filhas.

## Prêmios
- Medalha Rammal (França, 1995) [1];
- Medalha da Université Libre de Bruxelles (Bélgica, 2013) [1];
- Prêmio Zoubeida Bchir (Tunísia, 2014) [1];
- Prêmio Telsa (Montenegro, 2014)[9];
- Prêmio Mulher-Futuro (Espanha, 2016) [10];
- Medalha da Cátedra do Instituto do Mundo Árabe (França, 2019) [11].

## Decorações
- Oficial da Ordem de Mérito da Tunísia (Tunísia, 1995)[12];
- Cavaleira da Ordem Nacional da Legião de Honra (França, 1997) [1];
- Comandante da Ordem das Palmas Académicas (França, 2001) [1].

## Obras
- Électromagnétisme, électrostatique et magnétostatique, Tunis, Centre de publication universitaire, 2009
- La Science voilée : science et islam, Paris, Odile Jacob, 2013, 224 p. (ISBN 978-2-7381-2989-5)13.
- Sacrées questions... pour un islam d'aujourd'hui, Paris, Odile Jacob, 2017, 256 p. (ISBN 978-2-7381-3486-8) 14.
- La science en pays d'Islam, Paris, Bayard, 2020, 62 p. (ISBN 978-2-227-49823-5)15.
- Islam et la science : en finir avec les compromis, Paris, Odile Jacob, 2021, 240 p. (ISBN 978-2738156723)